# 키리바시의 대통령

키리바시의 국장

키리바시의 대통령은 키리바시 정부의 수반이다. 임기는 4년 연임제이며, 2번의 연임이 가능하며 최대 임기는 12년까지 가능하다. 현재 키리바시의 대통령은 2016년에 취임한 타네티 마마우이다.

## 역대 대통령 목록
| 대수 | 사진 | 이름 (출생일-사망일)          | 임기                                    | 소속 정당                | 부통령                            | 비고            |
| ---- | ---- | ----------------------------- | --------------------------------------- | ------------------------ | --------------------------------- | --------------- |
| 1    |      | 이에레미아 타바이 (1949- )    | 1979년 7월 12일 ~ 1982년 12월 10일      | 국민진보당               | 테아타오 테안나키                 |                 |
| -    |      | 로타 오노리오 (1919-2004)     | 1982년 12월 10일 ~ 1983년 2월 18일      | 무소속                   |                                   | 대통령 권한대행 |
| 2    |      | 이에레미아 타바이 (1949- )    | 1983년 2월 18일 ~ 1991년 7월 4일        | 국민진보당               | 타타오 탄나키                     |                 |
| 3    |      | 테아타오 테안나키 (1936-2016) | 1991년 7월 4일 ~ 1994년 5월 24일        | 국민진보당               | 이우타 타오마티                   |                 |
| -    |      | 다무에라 테키레 (1940- )      | 1994년 5월 24일 ~ 1994년 5월 28일       | 무소속                   |                                   | 대통령 권한대행 |
| -    |      | 타 오타이 아타                | 1994년 5월 28일 ~ 1994년 10월 1일       | 무소속                   |                                   | 대통령 권한대행 |
| 4    |      | 테부로로 티토 (1952- )        | 1994년 10월 1일 ~ 2003년 3월 28일(사퇴) | 기독민주당 → 마네바 보호 | 테와레카 텐토아 → 베니아미나 팅가 |                 |
| -    |      | 티온 오탕                     | 2003년 3월 28일 ~ 2003년 7월 10일       | 무소속                   |                                   | 대통령 권한대행 |
| 5    |      | 아노테 통 (1952- )            | 2003년 7월 10일 ~ 2016년 3월 11일       | 진실의 기둥              | 테이마 오노리오                   |                 |
| 6    |      | 타네티 마마우 (1960- )        | 2016년 3월 11일 ~                       | 키리바시 포용당          | 코우라비 네넴 → 테우에아 토아투   |                 |

## 같이 보기
- 키리바시